# Sin familia

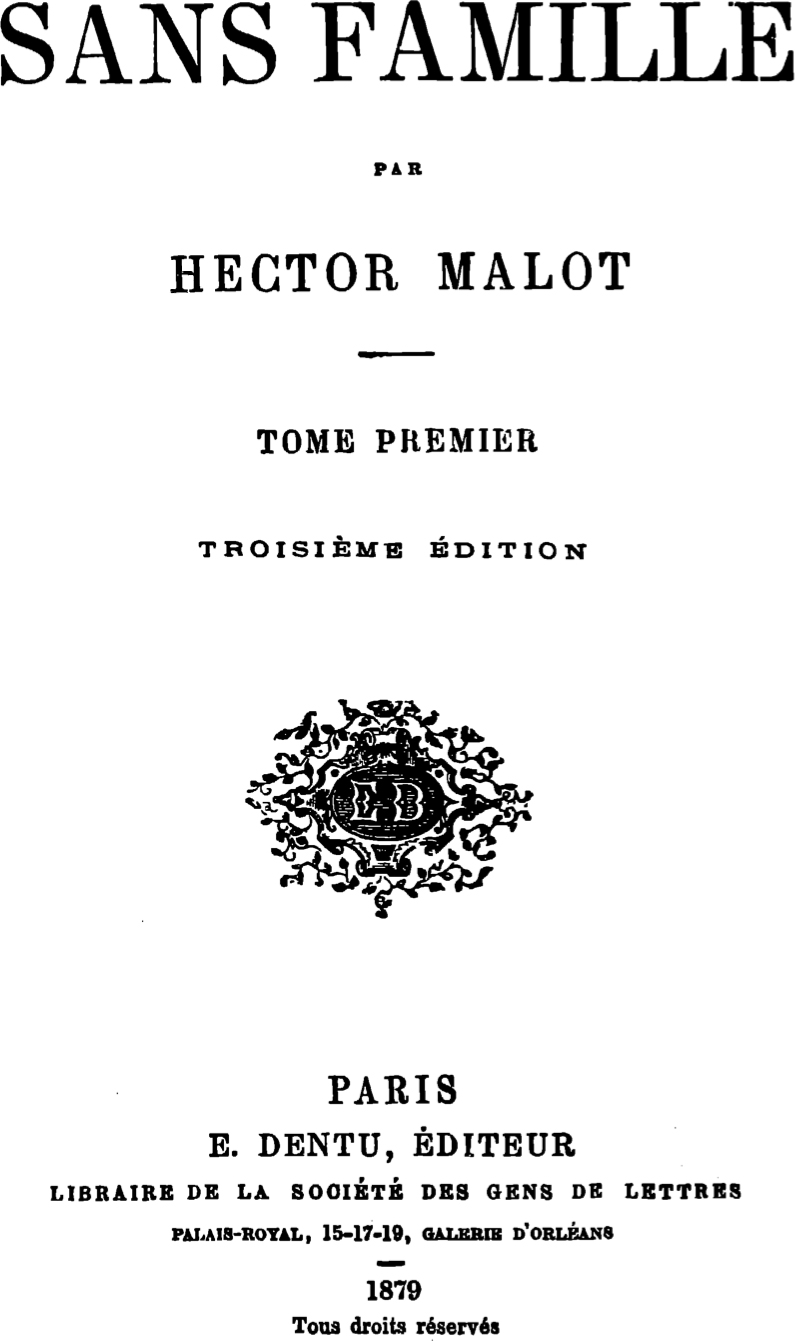
Portada de Sin Familia de Héctor Malot.

Sin familia es una novela escrita por el francés Hector Malot en 1878.

## Argumento
La historia trata sobre Remii un niño de 8 años que un día se entera de que su madre, la Señora Barberin, en realidad no es su madre, sino que su padrastro, Jerónimo Barberin, lo acogió, ya que lo encontró abandonado en una calle de París. Su padrastro ahora inválido lo vende a un artista callejero llamado Vitalis quien se encargará de educarlo mientras recorre Francia con una compañía de teatro. Así comienza una larga aventura que lo llevará hasta encontrar a su verdadera familia.
Remi y el señor Vitalis llegarán en su periplo a París, durante un crudo invierno en el que los perros Zerbino y Dolce mueren por el ataque de unos lobos hambrientos, y Corazón Alegre, el mono, fallece de Neumonía. Tiempo después una tormenta de nieve azota a Remi, al señor Vitalis y al perro Capi. El señor Vitalis encuentra en el suelo un fardo de paja y cubre a Remi y a Capi con la paja, mientras él los protege del frío con su cuerpo. El señor Vitalis muere de Hipotermia como consecuencia de la ventisca, y porque él tenía ya una edad avanzada.
Tras la muerte del señor Vitalis, Remi y Capi son recogidos por Pedro Acquin y su familia: sus hijos Estefanía, Alexis, Benjamín y Lisa. Esta última carece de habla por un problema médico, pero los médicos habían manifestado que podría recuperar el habla muy pronto y Remi se encariña con ella.
Han transcurrido dos años desde su estadía, cuando un domingo la familia Acquin decide salir a descansar, pero llega una fuerte tormenta y destruye el invernadero
de Acquin, este queda en la ruina y es encarcelado, ya que debía pagar deudas, pero no tenía el dinero suficiente. Remi ahora se ve solo junto con Capi, hasta que de nuevo se encuentra con Matías, un humilde niño que aparentaba tener una condición física y emocional terrible, pero los dos se hacen amigos y recorren Francia, ganando dinero, ayudándose mutuamente. Remi desea volver a ver a su madre adoptiva, por lo que planifica un itinerario que lo llevara a Chavannon, pueblo de campesinos en Francia, pero Remi siente que debe llevar un regalo a su antiguo hogar, así que en un esfuerzo enorme, le lleva una vaca a la señora Barberin, y ella queda muy feliz
En la visita, Remi se entera de que su familia verdadera lo busca, razón por la que Barberin había viajado nuevamente a París, así que emprende nuevamente el rumbo a París, pero allá le dicen que Barberin murió, hacía 8 días. Pero Remi y Matías supieron que los padres supuestos del primero eran ingleses, por lo que deciden viajar a Inglaterra a través del Canal de la Mancha. Allí se le da una dirección, Remi estaba ansioso, ya que sus sospechas le hacían suponer que sus padres eran ricos, pero tal fue su sorpresa, que cuando entró era un barrio pobre y miserable, y su familia no era la mejor. Su padre, Patrick Driscoll y su madre, Margaret Grange, le contaron lo que sucedió esa noche.
Pronto Remi descubre que existe algo raro en esa familia propia, y Matías, dueño de una inteligencia e imaginación, comienza a sentir desconfianza de "La Familia Driscoll". Matías le aventajó de muchas maneras el hecho de que hablara y entendiera un poco el idioma inglés, ya que pudo extraer importantes datos de una conversación de Míster Driscoll y Míster Milligan. Sus sospechas se vuelven frutos cuando se fijan que los Driscoll cortaban las marcasros de él le dicen a los muchachos que su búsqueda terminaría en Suiza. Viajan a Suiza, y la encuentran, pero Remi manda a Matías a que hable con ella, por lo que en el penúltimo capítulo del libro se expresa toda la verdad respecto a Remi. El último capítulo narra la vida que siguió luego de esos sucesos y el deseo de Remi y Matías ya adultos: Formar un hogar para niños artistas, para que no pasaran hambre y frío, para que no fueran desdichados, y con su sencilla y humilde música complacieran al «Distinguido Público».

## Adaptaciones

### Cine
- Sans famille, film realizado por Marc Allégret en 1934.
- Sans famille, film realizado por André Michel en 1958.
- Sin familia, filme realizado por Armando Bo en 1958.
- Sin familia, filme realizado por VÔ GIA ĐÌNH en 1981.
- Sans famille, film realizado por Jean-Danielle Verhaeghe en 2001.
- Rémi Sans Famille RÉMI: UNA VIDA EXTRAORDINARIA (2019) / 1h 49min / Dirigida por Antoine Blossier.

Reparto Daniel Auteuil, Virginie Ledoyen, Jonathan Zaccaï.
Nacionalidad Francia

### Televisión
- Un animé hecho en Japón en 1977, Rémi sans famille (traducido como Remi, el niño de nadie)
- Una adaptación televisiva soviética realizada por Vladimir Bortko en 1984.
- Remy, la niña sin hogar (1996); adaptación animada, producida por Nippon Animation como parte del World Masterpiece Theater, en la cual el personaje principal, Remy, es niña.
- Una adaptación televisiva realizada por Jean-Daniel Verhaeghe en 2000.

- Datos: Q1570068
- Multimedia: Sans Famille / Q1570068